# Dahlia (Guyane)
Dahlia est un groupe de musique et danse traditionnel créole de Guyane. Il s’agit d’un des plus anciens groupe toujours en activité en Guyane.
De ce groupe, beaucoup d’anciens membres sont partis, pour ensuite créer leur propre groupes traditionnelles, comme le groupe Wapa….

## Histoire
Le groupe fut fondé en 1966, par Horace Grégoire, Léonard Mandé avec Michelle et Gaëtan Picard, sur la commune de Saint-Georges-de-l’Oyapock,.

## Local
C’est le seul groupe traditionnel du territoire, qui a son propre local. Il se trouve à Cayenne, à la cité Capulo.